# Agrokompleks Kętrzyn
Agrokompleks Kętrzyn – polski klub sportowy z siedzibą w Kętrzynie.
W sezonach 1977/78 i 1979/80 sekcja piłkarska klubu występowała w III lidze, grupie II. Za każdym razem klub spadał z ligi zajmując odpowiednio lokaty 12. (na 14 drużyn) i 10. (na 15 drużyn). Agrokompleks rozgrywał wówczas mecze z m.in. Polonią Warszawa, Jagiellonią Białystok, Stomilem Olsztyn, ŁKS Łomża i Mazurem Ełk. Łączny dorobek obu sezonów klubu w III lidze to 12 zwycięstw, 19 remisów i 23 porażki, 48 strzelonych bramek i 74 stracone. Mecze klub rozgrywał na stadionie MOSiR przy ul. Bydgoskiej, użytkowanym później przez Granicę Kętrzyn.
Wśród innych sekcji funkcjonowały m.in. kolarska, której wychowankiem był srebrny medalista olimpijski Andrzej Sypytkowski.